# Lune de miel aux orties
Pour plus de détails, voir Fiche technique et Distribution.
Lune de miel aux orties (Lovers and Other Strangers) est un film américain réalisé par Cy Howard et sorti en 1970.

## Fiche technique
- Titre original : Lovers and Other Strangers
- Titre français : Lune de miel aux orties
- Réalisation : Cy Howard
- Scénario : David Zelag Goodman (en), Joseph Bologna et Renee Taylor d'après la pièce de théâtre des deux derniers
- Photographie : Andrew Laszlo
- Montage : David Bretherton et Sidney Katz (de)
- Musique : Fred Karlin
- Production : David Susskind
- Pays de production :  États-Unis
- Format : Couleurs - 35 mm - 1,85:1 - Mono
- Genre : Comédie
- Durée : 104 minutes
- Dates de sortie : 
  - États-Unis : 12 août 1970
  - France : 24 février 1971

## Distribution
- Beatrice Arthur : Bea Vecchio
- Bonnie Bedelia : Susan Henderson
- Michael Brandon : Mike Vecchio
- Richard S. Castellano : Frank Vecchio
- Bob Dishy : Jerry
- Harry Guardino : Johnny
- Marian Hailey : Brenda
- Joseph Hindy : Ritchie Vecchio
- Anne Jackson : Kathy
- Diane Keaton : Joan Vecchio
- Cloris Leachman : Bernice Henderson
- Anne Meara : Wilma
- Gig Young : Hal Henderson
- Bob Kaliban : le réceptionniste
- Amy Stiller : Carol
- Sylvester Stallone (non crédité)

## Distinctions

### Récompenses
- Oscars 1971 :  Meilleure chanson originale pour Fred Karlin, Robb Royer et Jimmy Griffin

### Nominations
- New York Film Critics Circle Awards 1970 : Meilleur acteur dans un second rôle pour Richard S. Castellano

- Golden Globes 1971 : Meilleur film musical ou comédie
- Laurel Awards 1971 :
  - Meilleur acteur dans un second rôle pour Richard S. Castellano
  - Meilleur film
- National Society of Film Critics Awards 1971 : Meilleur acteur dans un second rôle pour Richard S. Castellano
- Oscars 1971  :
  - Meilleur acteur dans un second rôle pour Richard S. Castellano
  - Meilleure adaptation pour Joseph Bologna, David Zelag Goodman et Renee Taylor
- Writers Guild of America Awards 1971 : Meilleure comédie adaptée